# You Know You're Right
You Know You're Right är en promosingel från 2002 av det amerikanska grungebandet Nirvana, vilken släpptes som huvudsingeln från bandets självbetitlade samlingsalbum Nirvana. "You Know You're Right", som är skriven av bandets sångare Kurt Cobain, nådde första plats på topplistorna Hot Mainstream Rock Tracks och Modern Rock Tracks, men den tog sig även upp till plats 45 på Billboard Hot 100 och Finlands officiella lista.
"You Know You're Right" är den sista låten Nirvana spelade in tillsammans i en studio, vilket ägde rum den 30 januari 1994. Då Cobain påträffades död i sitt hem den 8 april samma år upplöstes bandet och all möjlig lansering av låten lades på is. Efter att Krist Novoselic och Dave Grohl bestämt sig för att grunda ett bolag under namnet Nirvana LLC ville de få Cobains änka Courtney Love att representera Cobains dödsbo vid beslut om lanseringar av tidigare outgivet låtmaterial av Nirvana. Love motsatte sig bolagets planer och en rättslig tvist ägde rum under 2001–2002, som i synnerhet gällde lanseringen av "You Know You're Right". I september 2002 rapporterades det att parterna hade förlikats och låten lanserades månaden därpå på samlingsalbumet Nirvana.
Musikvideon regisserades av Chris Hafner och består helt av klipp från diverse intervjuer, konserter och tidigare musikvideor med Nirvana. "You Know You're Right" blev ett av Hafners sista musikvideoprojekt och journalisten Alex Young på Consequence of Sound ansåg att den förmodligen var Hafners mest anmärkningsvärda verk någonsin och anmärkte att trots alla juridiska problem som hade genomsyrat lanseringen av låten gav musikvideon Cobain ett värdigt avslut.

## Bakgrund och inspelning

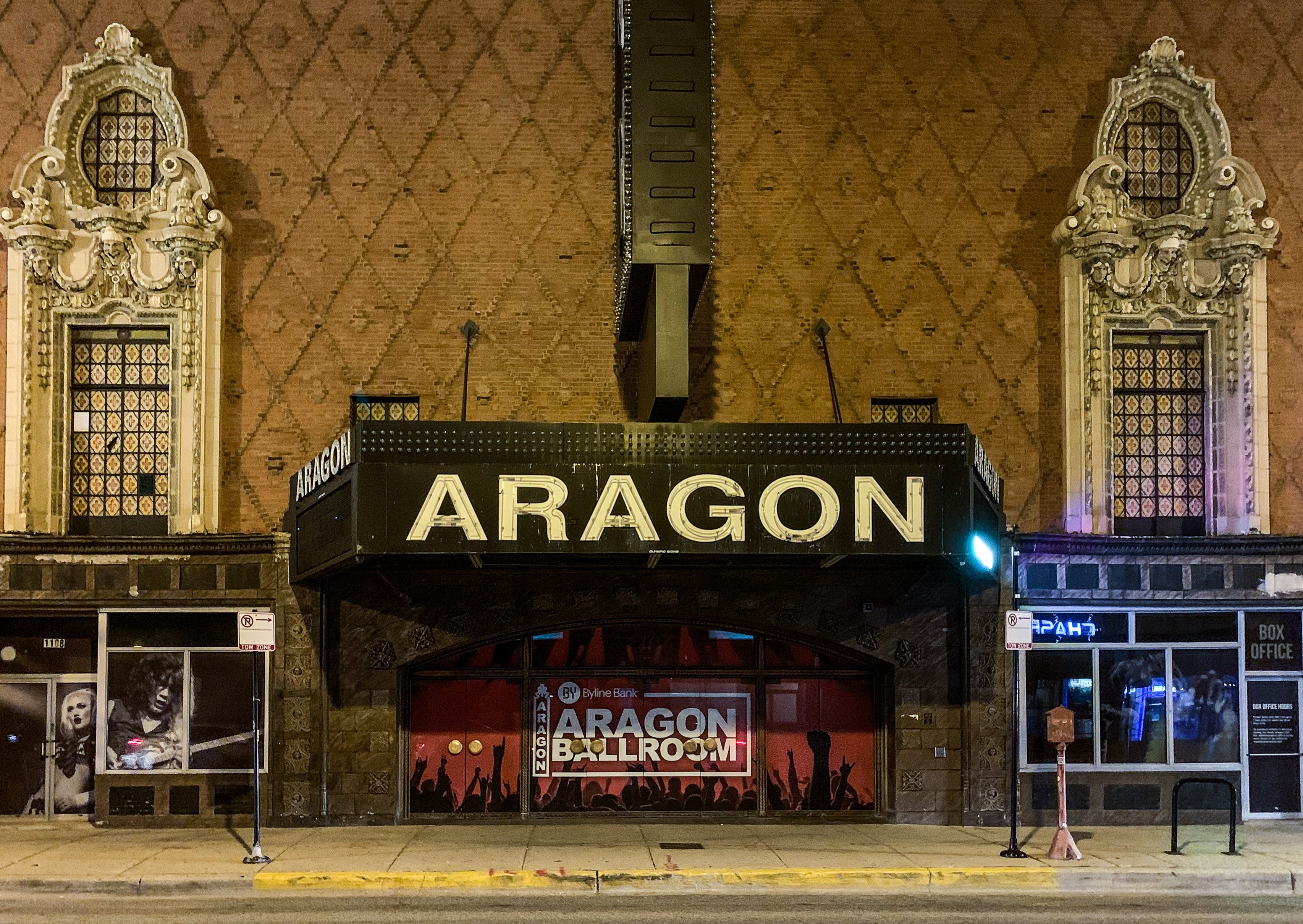
Aragon Ballroom i Chicago, där Nirvana gjorde sitt enda uppträdande med den då okända låten "You Know You're Right" den 23 oktober 1993.

Efter att Nirvanas tredje studioalbum, In Utero, hade lanserats i september 1993 började bandet turnera igen. Under en konsert den 23 oktober 1993 vid Aragon Ballroom i Chicago, USA genomförde Nirvana sitt enda uppträdande med den då okända låten "You Know You're Right". Precis innan bandet började spela "You Know You're Right" introducerade Dave Grohl låten genom att säga: "[d]etta är vår sista låt. Den heter 'All Apologies'"; Grohl var vid tillfället ovetandes om att Cobain redan hade börjat spela på "You Know You're Right". Detta missförstånd ledde till att Nirvanas fans felaktigt tolkade Grohls uttalande och på grund av konsertinspelningens lo-fi blev låten benämnd under de inofficiella namnen "Autopilot" och "On a Mountain". Under en intervju med musikjournalisten David Fricke två dagar efter konserten på Aragon Ballroom anmärkte Fricke att Cobain mer eller mindre förnekade låtens existens genom att säga att han inte hade några nya låtar på gång vid tillfället och att han var tvungen att börja om från början. Cobain visade även osäkerhet på Nirvanas musikaliska framtid och i en intervju med Rolling Stone i januari 1994 sade Cobain att han kände att Nirvana var på väg att bli ett repetitivt band. Cobain förklarade att Nirvanas fans inte hade något att se fram emot utan att bandets bästa tid hade passerat. Han sade att Nirvana skulle lansera fler studioalbum, men att han inte var säker på ifall dessa skulle bli grungealbum.
Cobain ville gå in Studio X i Seattle, Washington och se om Nirvana kunde spela in några improviserade låtar. Grohl tipsade honom istället om Robert Lang Studios i Shoreline, Washington eftersom den låg närmare hans hem och han tyckte den lät intressant. Cobain infann sig i inspelningsstudion den 30 januari 1994 för att spela in "You Know You're Right". Krist Novoselic och Grohl hade väntat på Cobain i studion i två dagar (någon riktig förklaring till varför Cobain var sen gavs aldrig) och under tiden de väntade spelade de in några låtar skrivna av Grohl, däribland "February Stars", "Exhausted" och "Big Me". Nirvana spelade tillsammans under hela dagen den 30 januari men lyckades bara färdigställa en låt, nämligen "You Know You're Right"; låten hade vid tillfället titeln "Kurt's Song #1". De slutförde större delen av låten i en tagning och Cobain behövde enbart komplettera med lite mer sång och gitarr efteråt. Denna inspelningssession blev den sista någonsin för Nirvana då Cobain hittades död i sitt hem den 8 april 1994 och i och med denna händelse upplöstes Nirvana.
En akustisk demoversion av "You Know You're Right" spelades in av Cobain under antingen 1993 eller 1994 och denna version släpptes senare på samlingsboxen With the Lights Out och samlingsalbumet Sliver: The Best of the Box.

## Komposition och låttext
Nirvana hade sedan tidigare använt sig av en musikstil som gick ut på att de skiftade mellan tysta och högljudda stycken, där "You Know You're Right" är ett exempel på en "klassisk Nirvana[-låt] med en långsamt krypande vers som exploderar i en ordlös, plågsamt renande och onekligen medryckande refräng." Musikrecensenten Jim DeRogatis beskrev låtens intro som "lynnig [och] uppbyggd runt några konstiga, ekande övertoner" och han påpekade även att gitarrsolot i "You Know You're Right" var ett av Cobains bästa någonsin. Även institutionen Rock and Roll Hall of Fame and Museum lyfte fram Cobains gitarrspelande i låten och kallade det för "uttrycksfullt" och "nyanserat".
Cobain förklarade att han under en längre tid var självmordsbenägen, främst på grund av de buksmärtor han upplevde, men att han runt tiden för inspelningen av "You Know You're Right" kände sig lyckligare än han hade varit på länge. Fricke har i efterhand tolkat Cobains låttext för "You Know You're Right" som att det var uppenbart att han inte mådde bra och att hans hälsa och sinnesstämning bara blev sämre. Jeremy Allen från The Guardian ansåg att handlingen i låten och det upprepande användandet av ordet "pain" (engelska för "smärta") visade på att Cobain misstänkte att hans dåvarande fru Courtney Love hade ett hemligt förhållande med sin tidigare pojkvän Billy Corgan. Både DeRogatis och Rock and Roll Hall of Fame and Museum påpekade att textraderna "Things have never been so swell and I have never felt this well" var gripande på grund av Cobains död så pass kort efter låtens inspelning samt att dessa textrader visade på hans "kärva kvickhet" som låtskrivare. Låttexten på liveversion från den 23 oktober 1993 är väldigt olik studioversionens låttext, där den tidigare innehöll textrader såsom "I just don't think it's worth it. I don't really love her. I don't think I want her. Ain't gonna take to love again. It's the way your love hurts. It's the way you're mad again."
I en intervju med The Guardian, publicerad den 16 augusti 2019, sade Grohl att han hade hört "You Know You're Right" för första gången på 10 år och att det var tufft för honom att lyssna på låten. Han kommenterade att tidpunkten då låten skrevs var en svår period för Nirvana, där Cobains mående varierade kraftigt och där Grohl själv upplevde depression för första gången i sitt liv. Grohl ansåg att Cobains låttext var "hjärtskärande" och att "You Know You're Right" musikaliskt sett var "renande".

## Lansering och mottagande

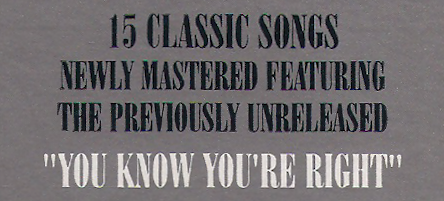
Klistermärket på Nirvanas självbetitlade samlingsalbum Nirvana, som lanserades i oktober 2002.

"You Know You're Right" släpptes som en promosingel och huvudsingel från Nirvanas självbetitlade samlingsalbum Nirvana i oktober 2002. Singeln nådde första plats på topplistorna Hot Mainstream Rock Tracks och Modern Rock Tracks, men tog sig även upp till plats 45 på Billboard Hot 100 och Finlands officiella lista. Några månader före den officiella lanseringen av singeln hade "You Know You're Right" läckt ut på internet och börjat spelas på radio, trots att radiokanalerna hade hotats med så kallade cease and desist-brev ifall de försökte spela upp låten i förväg. Journalisten Alex Young på Consequence of Sound kallade lanseringen av "You Know You're Right" för "en av de sista bastionerna av episka, globala singelpremiärer på radio och TV." "You Know You're Right" släpptes senare även på samlingsalbumet Icon i augusti 2010.
I maj 2020 avslöjade Cameron Crowe att han mixade in "You Know You're Right" i Vanilla Sky, vilken hade premiär knappt året före singeln släpptes. Crowe hade fått tillgång till låten via Love, som hade bett honom att gömma den i filmen.
Rock and Roll Hall of Fame and Museum placerade "You Know You're Right" på plats 10 på deras lista "10 Essential Nirvana Songs". 2004 kom låten på plats 20 när New Musical Express listade de tjugo bästa Nirvana-låtarna någonsin och 2011 placerade tidskriften "You Know You're Right" på plats 10 på listan "Nirvana: Ten Best Songs". Loudwire placerade låten på plats 3 på listan "10 Best Nirvana Songs" och den hamnade på plats 10 på listan "15 Greatest Nirvana Songs" av Slant Magazine. "You Know You're Right" listades på plats 8 på "10 Best Nirvana Songs" av Diffuser.fm och kom även med på listan "The 15 Best Nirvana Songs Not On Nevermind" från 2011 av Paste. Jeremy Allen från The Guardian tog med "You Know You're Right" på sin lista över de tio bästa låtarna av Nirvana någonsin. Entertainment Weekly kallade "You Know You're Right" för "ryslig" och "skrämmande rå". Tidskriften gav låten betyget B+ och lyfte fram Cobains rossliga röst och smärtsamma sarkasm som höjdpunkterna. Charles Aaron från Spin placerade "You Know You're Right" på plats 5 över de bästa singlarna från 2002.
I februari 2003 tilldelades "You Know You're Right" en BDS Spin Award för 100 000 spelningar på radiostationer i USA.

### Rättstvisten
Före lanseringen av "You Know You're Right" uppstod en rättslig tvist som främst involverade Novoselic, Grohl och Cobains änka Courtney Love. DeRogatis menade att grunden till denna dispyt lades redan våren 1992, när Cobain hotade att lämna Nirvana om inte Novoselic och Grohl gick med på de nya royaltykrav han ställde. Tidigare hade de tre fått lika mycket av royaltyintäkterna, men Cobains nya krav var att han i framtiden skulle få 75 procent av intäkterna för musiken medan Novoselic och Grohl fick dela på de resterande 25 procenten samt att för låtskrivandet skulle Cobain få 100 procent av royaltyintäkterna, vilket även skulle gälla retroaktivt sedan grundandet av Nirvana. Novoselic och Grohl var missnöjda med de nya kraven, men godtog dem för att undvika att bandet skulle splittras. De hyste sedan agg mot Love, som Cobain hade gift sig med i februari 1992, eftersom de ansåg att det var hon som hade fått Cobain att ställa nya royaltykrav; enligt Rosemary Carroll, Nirvanas advokat vid tillfället, var det i själva verket Cobain som var upphovsman till de nya kraven och inte Love. Cobain fick till slut 91 procent av royaltyintäkterna för låtskrivandet, där fem procent gick till Nirvanas före detta trumslagare Chad Channing och två procent vardera gick till Novoselic och Grohl.
Efter Cobains död i april 1994 efterlämnades mycket låtmaterial av Nirvana som aldrig hade offentliggjorts tidigare. För att ha möjlighet att hantera potentiella lanseringar av detta material föreslog Novoselic och Grohl att ett bolag under namnet Nirvana LLC skulle skapas, i vilket de båda samt Love (som representant för Cobains dödsbo) skulle ha lika rösträttigheter för hur hanteringen av bandets efterlämnade låtmaterial skulle gå till. Love var inte nöjd med detta förslag eftersom hon ansåg att det fanns advokater som var intressenter i bolaget och som hade kopplingar till Novoselic och Grohl sedan tidigare, vilket ledde till att hon redan från början ansåg sig vara i underläge. Love accepterade dock förslaget 1997, vilket hon i efterhand har sett som ett "stort misstag".
Novoselic planerade att lansera en samlingsbox med 45 Nirvana-låtar under hösten 2001, men i juni samma år lämnade Love in en stämning till domstolen Kings County i Washington i syfte att upplösa Nirvana LLC. I och med detta lades planerna att lansera samlingsboxen på is och istället påbörjades en rättstvist mellan Novoselic, Grohl och Love. Love ansåg att Nirvana LLC lät Nirvanas eftermäle förtvina och att det vore förkastligt att släppa "You Know You're Right" på en samlingsbox istället för ett samlingsalbum i stil med The Beatles 1. Novoselic har sagt att han förstod vad Love menade och att han alltid har försökt samarbeta med henne, men att han hade fått nog. Novoselic och Grohl valde att lämna in en egen stämning i december 2001, i vilken de hävdade att Love var "irrationell, livlig, egocentrisk, ohanterlig, inkonsekvent och oförutsägbar." De ansåg även att Loves stämning borde ogillas eftersom hon inte hade någon respekt för Nirvanas eftermäle utan enbart var ute efter publicitet och uppmärksamhet. Love förhindrade att "You Know You're Right" lanserades innan parterna hade gjort upp i domstol, men i september 2002 framkom det att Novoselic, Grohl och Love hade förlikats. Detta banade väg för lanseringen av samlingsalbumet Nirvana, som innehåller "You Know You're Right", i oktober 2002 samt samlingsboxen With the Lights Out, som släpptes i november 2004.

## Musikvideo
Musikvideon till "You Know You're Right" regisserades av Chris Hafner, vilket blev ett av hans sista musikvideoprojekt. Efter Cobains död i april 1994 upplöstes Nirvana och Hafner var tvungen att använda sig av tidigare inspelat videomaterial med bandet för att kunna redigera ihop musikvideon. I musikvideon syns klipp från diverse intervjuer, konserter (såsom den vid MTV Unplugged), tidigare musikvideor (såsom den för "Sliver") samt ett kortare bildspel med Nirvana. Mot slutet av musikvideon zoomar kameran in på en stillbild av Cobain när han håller på att slå sönder sin elgitarr och bilden övergår till myrornas krig och blir svart.
Musikvideon publicerades på MTV:s hemsida den 11 oktober 2002, hade premiär på MTV den 14 oktober och på MTV Europe den 15 oktober. Young ansåg att musikvideon förmodligen var Hafners mest anmärkningsvärda verk någonsin och att trots alla rättsliga problem som hade genomsyrat lanseringen av "You Know You're Right" gav den Cobain ett värdigt avslut. Musikvideon nominerades i kategorin Best Video vid NME Carling Awards 2003, men förlorade till Black Rebel Motorcycle Clubs "Whatever Happened to My Rock 'n' Roll (Punk Song)".

## Coverversioner
Flera artister har gjort coverversioner av "You Know You're Right". Den tidigaste kända coverversionen av låten är från Holes uppträdande på MTV Unplugged den 14 februari 1995, som sändes på MTV den 17 april samma år. Holes sångerska, Courtney Love, var Cobains änka och när Hole uppträdde med låten var det under titeln "You've Got No Right", där vissa textrader även hade ändrats av Love. Love erbjöd under 1995 låten till Mark Lanegan, som hade varit vän med Cobain, för att han skulle kunna spela in den med sitt dåvarande band Screaming Trees. I boken Lanegan berättade Gary Lee Conner, gitarrist i Screaming Trees, att under inspelningen av bandets sjunde studioalbum Dust hade Lanegan berättat för de övriga bandmedlemmarna att Love ville att de skulle spela in "You Know You're Right". De lärde sig låten, men när det väl var dags för Lanegan att börja sjunga den hade han ändrat åsikt och i slutändan valde bandmedlemmarna att inte spela in "You Know You're Right".
Ro Ransom gjorde en tolkning av "You Know You're Right" till sin Hidden Freestyle-serie och Richard Christ släppte sin version av låten på albumet Gorgeous than Evil-Stronger than Christ. Artister som har uppträtt med "You Know You're Right" under konserter är bland annat Limp Bizkit, Breaking Benjamin och Seether.

## Låtlista
Alla låtar är skrivna och komponerade av Kurt Cobain, om inte annat anges. 
| Nr | Titel                 | Längd |
| -- | --------------------- | ----- |
| 1. | You Know You're Right | 3:38  |

## Topplistor
| Land eller världsdel     | Högsta listplacering |
| ------------------------ | -------------------- |
| Finland                  | 45                   |
| USA (Billboard Hot 100)  | 45                   |
| USA (Hot 100 Airplay)    | 43                   |
| USA (Mainstream Rock)    | 1                    |
| USA (Modern Rock Tracks) | 1                    |